# Atracis pyralis
Atracis pyralis är en insektsart som först beskrevs av Gutrin-mtneville 1831.  Atracis pyralis ingår i släktet Atracis och familjen Flatidae. Inga underarter finns listade i Catalogue of Life.